# Mark C. Lee
Mark Charles Lee, född 14 augusti 1952 i Viroqua, Wisconsin, är en amerikansk astronaut uttagen i astronautgrupp 10 den 23 maj 1984.
Under några år var han gift med astronauten N. Jan Davis

## Rymdfärder
- STS-30
- STS-47
- STS-64
- STS-82